# Cristóbal Martínez-Bordiú, X marchese di Villaverde
Don Cristóbal Martínez-Bordiú y Ortega, X marchese di Villaverde (Mancha Real, 1º agosto 1922 – Madrid, 4 febbraio 1998), è stato un nobile e chirurgo spagnolo, marito di Carmen Franco, unica figlia del caudillo Francisco Franco e di sua moglie Carmen Polo y Martínez-Valdès, e pertanto loro genero.

## Biografia
Cristóbal Martínez-Bordiú nacque a Mancha Real il 1º agosto 1922. Era figlio di José María Martínez y Ortega e María de la O Esperanza Bordiú y Bascarán, IX marchesa di Villaverde. Suo padrino di battesimo fu l'avvocato e politico José María Sanchiz Sancho, marito di Enriqueta Bordiú y Bascarán.
Conseguì un dottorato in Medicina presso l'Università Complutense di Madrid.
Il 10 aprile 1950 sposò Carmen Franco, unica figlia del caudillo Francisco Franco e di sua moglie Carmen Polo y Martínez-Valdès. Questo matrimonio gli fece acquisire una grande rilevanza sociale nella Spagna franchista e gli fece guadagnare il soprannome di "generissimo". Lo stesso anno ereditò dalla madre il titolo di marchese di Villaverde.
Sebbene la propaganda del suocero lo presentasse come uno dei migliori cardiologi del mondo, anni dopo la sua morte, suo figlio Francisco riconobbe che suo padre "forse non era il miglior dottore in Spagna". La verità è che dedicò sempre più tempo alle relazioni commerciali - promosse ad esempio l'importazione di motocicli Vespa; ciò gli valse il soprannome di "marchese di Vespaverde", perché all'inizio i motocicli erano tutti di questo colore - e alla bella vita che alla professione di medico. Ciò non gli impedì di accumulare posizioni molto ben retribuite in numerosi ospedali pubblici nei quali però appariva a malapena.
Nel settembre del 1968, fu il primo chirurgo spagnolo a eseguire un trapianto di cuore. Il paziente tuttavia morì 24 ore dopo. Era un grande amico del dottor Christiaan Barnard, il chirurgo che aveva praticato il primo trapianto di cuore della storia della medicina. Durante una visita in Spagna, il dottor Barnard riferendosi a lui in modo scherzoso disse: "Sono un chirurgo che vuole essere un playboy e lui è un playboy che vuole diventare un chirurgo". Il primo trapianto di cuore veramente riuscito in Spagna fu eseguito dal dottor José María Caralps nel 1984. In quel caso il paziente sopravvisse nove mesi. La satira del tempo diceva che Martínez-Bordiú "uccise di più a La Paz [ospedale universitario La Paz] che suo suocero durante la guerra".
Morì a Madrid il 4 febbraio 1998 all'età di 75 anni per una emorragia cerebrale. È sepolto nella tomba di famiglia nella cripta della cattedrale dell'Almudena a Madrid.

## Matrimonio e figli
Con la moglie ebbe sette figli:
- María del Carmen Martínez-Bordiú y Franco (El Pardo, 26 febbraio 1951), sposò Alfonso, Duca d'Angiò e Cadice, pretendente al trono di Francia figlio dell'Infante Jaime di Spagna, Duca d'Angiò e di Segovia e nipote di Alfonso XIII di Spagna; ed ebbe figli:
  - François di Borbone, duca di Borbone, delfino (Madrid, 22 novembre 1972 – Pamplona, 7 febbraio 1984)
  - Louis-Alphonse di Borbone (Madrid, 25 aprile 1974) duca d'Angiò e pretendente al trono di Francia ha sposato a La Romana il 6 novembre 2004 María Margarita Vargas, ed ha figli.
  - María Cynthia Rossi  (28 aprile 1985).
- María de la O "Mariola" Martínez-Bordiú y Franco (El Pardo, 19 novembre 1952), ha sposato El Pardo il 14 marzo 1974 Rafael Ardid y Villoslada (1º febbraio 1947), ed ha avuto figli:
  - Francisco de Borja Ardid y Martínez-Bordiú (Madrid, 20 dicembre 1975), ha sposato a Ciudad Real il 23 luglio 2005 María Ruíz y Vega
  - Jaime Rafael Ardid y Martínez-Bordiú (Madrid, 28 settembre 1976)
  - Francisco Javier Ardid y Martínez-Bordiú (Madrid, 7 aprile 1987)
- Francisco Franco, XI marchese di Villaverde (9 dicembre 1954)
- María del Mar "Merry" Martínez-Bordiú y Franco (6 luglio 1956), ha sposato in prime nozze a Pazo de Meirás il 3 agosto 1977 e divorziata nell 1982, Joaquín José Giménez-Arnau y Puente (14 settembre 1943), ed ha avuto figli, sposta per la seconda volta a New York il 4 agosto 1986, e divorziata nel 1991, Gregor Tamler, senza figli:
  - Leticia Giménez-Arnau y Martínez-Bordiú (25 gennaio 1979), ha sposato l'8 August 2008 Marcos Sagrera y Palomo
- José Cristóbal Martínez-Bordiú y Franco (El Pardo, 10 febbraio 1958), sposato civilemente a New York il 23 novembre 1984 e religiosamente a Madrid il 27 ottobre 1990 con la modella Josefina Victoria Toledo y López (San José de Tirajana, Isole Canarie, 1963), ed ha figli:
  - Daniel Martínez-Bordiú y Toledo (Madrid, 11 giugno 1990)
  - Diego Martínez-Bordiú y Toledo (Madrid, 4 maggio 1998)
- María de Aránzazu "Arantxa" Martínez-Bordiú y Franco (16 settembre 1962), ha sposato a Pazo de Meirás il 27 luglio 1996 to Claudio Quiraga y Ferro, senza figli
- Jaime Felipe Martínez-Bordiú y Franco (8 luglio 1964), ha sposato a Madrid il 24 novembre 1995 Nuria March y Almela (luglio 1966), ed ha avuto figli:
  - Jaime Martínez-Bordiú y March (b. Madrid, 13 novembre 1999)